# Lycorina globiceps
Lycorina globiceps är en stekelart som först beskrevs av Pierre L. G. Benoit 1953.  Lycorina globiceps ingår i släktet Lycorina och familjen brokparasitsteklar. Inga underarter finns listade i Catalogue of Life.